# Euxestocis formosanus
Euxestocis formosanus es una especie de coleóptero de la familia Ciidae.

## Distribución geográfica
Habita en Taiwán.